# Acacia coolgardiensis
Acacia coolgardiensis är en ärtväxtart som beskrevs av Joseph Henry Maiden. Acacia coolgardiensis ingår i släktet akacior, och familjen ärtväxter.

## Underarter
Arten delas in i följande underarter:
- A. c. coolgardiensis
- A. c. effusa
- A. c. latior